# Horst-Dieter Fumi
Horst-Dieter Fumi (* 19. November 1958 in Ulm) ist ein deutscher Jurist. Er war von Oktober 2015 bis Oktober 2023 Richter am Bundesfinanzhof.

## Leben und Wirken
Fumi studierte Rechtswissenschaften an der Universität Bonn und wurde nach Abschluss seiner juristischen Ausbildung 1989 an der Universität Osnabrück mit der steuerrechtlichen Arbeit Steuerrechtliche Rückstellungen für Dauerschuldverhältnisse: Zur Passivierung von Verpflichtungen aus Arbeitsverträgen zum Dr. iur. promoviert. Anschließend war Fumi für anderthalb Jahre als Regierungsrat im Bundesinnenministerium tätig. Zum 1. September 1990 wechselte er in die Finanzverwaltung des Landes Nordrhein-Westfalen. Zum März 1994 trat Fumi als Richter in die nordrhein-westfälische Finanzgerichtsbarkeit ein und wurde dort am Finanzgericht Köln eingesetzt. Im Oktober 2007 übernahm er dort den Vorsitz des 3. Senats, im Januar die des 7. Senats. Im Juli 2012 wurde Fumi Vizepräsident des Finanzgerichts Köln.
Im März 2015 wurde Fumi zum Richter am Bundesfinanzhof gewählt und am 2. Oktober 2015 ernannt. Dort wurde er dem vor allem mit Fragen der Einheitsbewertung, Grunderwerbsteuer und der Erbschaft- und Schenkungsteuer befassten II. Senat zugewiesen. Fumi trat am 31. Oktober 2023 in den Ruhestand.
Außerdem war Fumi von 1996 bis 2001 Lehrbeauftragter der Universität Osnabrück und ist seit 2000 Gastdozent an der Bundesfinanzakademie in Brühl. Zudem ist er als Fachautor im Steuerrecht tätig. 